# エリック・フクサキ
エリック・フクサキ（Eric Fukusaki、1991年4月27日 - ）はペルー・リマ出身の日本の歌手。ペルー国籍日系3世。本名：エリック福崎。

## 略歴
- 2011年2月20日、アップフロントワークス主催の「第1回 フォレストアワード NEW FACE オーディション」特別賞受賞（「エリック福崎」名義）[1]。
- 2012年4月25日、同オーディションで特別賞を受賞した宗彦とともにアルマカミニイトとしてデビュー（「エリック」名義）。
- 2014年4月9日、「エリック・フクサキ」名義でソロデビュー。
- 2019年3月31日、ジェイピィールームとの専属マネージメント契約を終了し、フリーランスへ。

## 人物
- 兄と弟がいる3兄弟の次男。曽祖父は熊本県出身で熊本からペルーに渡った日系移民 。
- 日本で演歌歌手になることを夢見て、日本に行くと決めてから独学で日本語を勉強した。同時に英語も勉強し、母国語のスペイン語を含め、現在は3か国語を話せる。
- 母親は中国系ペルー人である。

## 作品

### シングル
|         | リリース日     | タイトル                                                     | 品番       |
| hachama | hachama        | hachama                                                      | hachama    |
| ------- | -------------- | ------------------------------------------------------------ | ---------- |
| 1st     | 2014年04月09日 | 信じるものに救われる/すべての悲しみにさよならするために/追憶 | HKCN-50341 |
| 2nd     | 2015年08月19日 | Ai Yai Yai!/行かないでセニョリータ                           | HKCN-50435 |
| 3rd     | 2017年10月04日 | 飾らない歌                                                   | HKCN-50529 |

### ミニアルバム
|                | リリース日     | タイトル       | 品番           |
| UP-FRONT WORKS | UP-FRONT WORKS | UP-FRONT WORKS | UP-FRONT WORKS |
| -------------- | -------------- | -------------- | -------------- |
| 1st            | 2017年08月23日 | ある恋の物語   | UFCW-1127〜8   |

### 配信
|     | リリース日     | タイトル                      |
| --- | -------------- | ----------------------------- |
| 1st | 2020年05月07日 | Take Me High                  |
| 2nd | 2020年05月24日 | Holy Moly                     |
| 3rd | 2022年02月22日 | Oola Moona Sheva              |
| 4th | 2022年03月21日 | 夢みるとき (Es Hora de Soñar) |

## ライブ

### MUSIC FESTA
アップフロントグループ所属アーティストによる音楽フェス。中島卓偉をはじめ、松原健之、LoVendoЯ、モーニング娘。OGなどが出演。
| 年     | 日程    | 公演名            | 会場              |
| ------ | ------- | ----------------- | ----------------- |
| 2013年 | 6月11日 | MUSIC FESTA Vol.1 | 赤坂BLITZ         |
| 2013年 | 6月13日 | MUSIC FESTA Vol.1 | Zepp Sapporo      |
| 2013年 | 6月18日 | MUSIC FESTA Vol.1 | なんばHatch       |
| 2013年 | 6月19日 | MUSIC FESTA Vol.1 | CLUB DIAMOND HALL |
| 2014年 | 1月18日 | MUSIC FESTA Vol.2 | なんばHatch       |
| 2014年 | 1月25日 | MUSIC FESTA Vol.2 | Zepp Fukuoka      |
| 2014年 | 2月1日  | MUSIC FESTA Vol.2 | Zepp Sapporo      |
| 2014年 | 2月16日 | MUSIC FESTA Vol.2 | CLUB CITTA'       |
| 2014年 | 2月23日 | MUSIC FESTA Vol.2 | CLUB DIAMOND HALL |
| 2015年 | 4月18日 | MUSIC FESTA Vol.3 | Zepp Sapporo      |
| 2015年 | 4月29日 | MUSIC FESTA Vol.3 | DRUM LOGOS        |
| 2015年 | 5月4日  | MUSIC FESTA Vol.3 | Zepp Nagoya       |
| 2015年 | 5月9日  | MUSIC FESTA Vol.3 | umeda AKASO       |
| 2015年 | 5月15日 | MUSIC FESTA Vol.3 | TSUTAYA O-EAST    |

- 「ある恋の物語」発売記念ライブ（2017年9月2日）六本木C*LAPS Special Guest：NORA(Vocal)   ORQUESTA DE LA LUZ　赤木りえ(Flute)

## 出演

### テレビ番組
- 水曜歌謡祭（フジテレビ、2015年4月15日 - 9月2日）
- FNSうたの夏まつり2015（フジテレビ、2015年7月29日） - 水曜シンガーズ名義。

### ラジオ番組
- Vida TOKIO（InterFM897|Radio NEO、2015年7月4日 -2018年6月25日 ）

毎週日曜　24時～24時半放送。
「週に一度、日曜日の深夜にだけオープンする架空のセッションバーを舞台に、常連客エリック・フクサキと店主RIOママが送る、ラテン系トークと音の30分」
(番組開始当時は土曜深夜24時半からの放送だったが、2015年10月の第14回から放送時間が日曜深夜24時スタートに変更）

## 楽曲提供
アンジュルム
- 「愛・魔性」(2022年5月11日　作詞：井筒日美 作曲：エリック・フクサキ 編曲：大久保薫)

Chica Boom
- 「ときめきBoom Boom」 (2022年1月21日　ビクター　作詞作曲：エリック・フクサキ 編曲：森村献)

Juice=Juice
- 「Fiesta! Fiesta!」(2017年8月23日　作詞：井筒日美 作曲：エリック・フクサキ 編曲：大久保薫)

カントリー・ガールズ
- 「ピーナッツバタージェリーラブ」(2017年2月8日　作詞：エリック・フクサキ/三浦徳子 作曲：エリック・フクサキ 編曲：平田祥一郎)